# Liste des épisodes du Manège enchanté

Cette page présente les 500 épisodes de la série télévisée d'animation française Le Manège enchanté.

## Épisodes

### Série 1 (Danot productions)
- 1964-1966: Aline Lafargue écrit plus de 200 scénarios[2],[3].
- 1965-1977: les épisodes sont totalement réécrits par Eric Thompson pour le Royaume-Uni, et ne tiennent pas compte des dialogues français originaux (BBC).

#### Première saison (1963-1966)250 épisodes
- 1964-1966 : musiques d'Alain Legrand, et paroles de chanson de Jacques Charrière[2].

1. Père Pivoine reçoit un colis mystérieux[5] ou Le Manège du Père Pivoine[6],[7] ou Le Cadeau du père Pivoine[8] (Mr. Rusty Meets Zebedee)
2. Père Pivoine et Zébulon préparent le manège[9],[7] (Zebedee Starts the Roundabout)
3. Zébulon se transforme en ballon[10] (The Children Try to Win a Surprise)
4. Rencontre de Pollux[6] ou Au pays des parapluies[11] ou La Famille Parapluie[8] (Florence Wins a Surprise)
5. Au pays des balais[12],[6] (Dancing Brooms)
6. Au pays des tables[13] (Florence Gets Another Surprise)
7. Au pays des chaises et des tabourets[14]
8. Au pays des porte-manteaux[15] ou Margotte au pays des porte-manteaux[6]
9. L'orgue de barbarie est en panne[16] (Mr. Rusty’s Barrel Organ Breaks Down)
10. Margotte donne un bain à Pollux[17] ou Le bain de Pollux[6]
11. Les enfants visitent le jardin de Zébulon[18] (Florence is Invited to Zebedee’s House)
12. Visite de la maison de Zébulon[19] ou La Maison de Zebulon[8] (Florence Gets to Zebedee’s House and Has a Surprise)
13. Goûter et séance de théâtre[20] (The Children Go to the Theatre)
14. Le sucre de Pollux[6]
15. L'Enquête De Pollux[21] (Dougal Turns Detective)
16. Découverte d'Azalée[21] (Dougal and Florence Meet the Monster)
17. Au Pays des fleurs[21] ou Margote au pays des fleurs[8],[7] (The Land of Flowers)
18. Chanson de Pollux[22],[7] (Dougal Gives Florence a Surprise)
19. Le Père Pivoine chef de gare[23] ou Nos amis font la connaissance du train[21] (Mr. Rusty Gets a Job)
20. La locomotive raconte une histoire[24] (The Engine's Whistle)
21. Pollux dans un colis[25] (Parcels)
22. Au pays des sucres d'orge[26] ou En voiture pour Sucre d'orge[8] (Sugar and Sweets)
23. Au pays des cartes à jouer[27] (Playing Cards)
24. La connaissance des poussins duvets[28]
25. La chanson des duvets[29] (The Birds’ Concert)
26. Margotte chez les soldats[30]
27. Au pays des emballages cadeaux[31]
28. Au pays des cordes[32] ou Arrivée au pays des cordes[21]
29. Les enfants nettoient la gare[33] (Cleaning Up the Station)
30. Les enfants décrochent le wagon de Pollux[34] ou Rencontre avec Azalée[7]
31. Au pays du Père de Noël[35] (Roundabout Christmas)
32. Pollux joue au fantôme[36] (Ghosts)
33. La Chanson de Zébulon[7]
34. Zébulon a perdu ses moustaches[7] (Zebedee Disappears)
35. Monsieur Ambroise l'escargot[7] (A New Friend)
36. Pollux et Ambroise trouvent un dictionnaire[37]
37. Le coffre-fort de Pollux[7] (The Safe)
38. Zébulon photographe[7] (Photography)
39. La télévision[7] (Dougal on Television)
40. Pollux et son five o'clock tea[7] (Dougal’s Tea Party)
41. La sonnette de Pollux[38] (Dougal's Front Door Bell)
42. Pollux s'amuse[38] (Dougal Avoids Work)
43. Le coucou de Pollux[39],[38] (Cuckoo)
44. Pollux et son jumeau imaginaire (Dougal's Twin)
45. Allô ! Margote ! Ici Pollux[7] (The Telephone)
46. Pollux se pique le nez[7] (Prickles)
47. La Méthode relax du lapin Flappy[40] (Dylan Arrives)
48. Accord parfait entre Pollux et Flapy[8]
49. Rêver c'est épuisant[40]
50. La Culture physique[40]
51. Margote et Cie, entrepreneurs[8] (The Children Build Their House)
52. Les Cent ans du bonhomme Jouvence[8]
53. L'Atelier du père Pivoine
54. Pollux et le saule pleureur
55. Pollux a des ennuis
56. Flapy trouble-fête (Camping)
57. Pollux et la fusée (Dougal on the Moon)
58. Pollux et Flapy le somnambule[8] ou Flappy et Pollux aiment le même lit[40] (Dylan Uses Dougal’s Bed)
59. Flapy, Margote et les bing! bing[8]!
60. Pollux dépanneur[8] (Flat Tyre)
61. Le maletas de Pollux (Cotton ou A Good Day's Sleep)
62. Pio et Basile[41]
63. Pollux a fait une découverte[42]
64. Pollux le souffleur[43]
65. Ils font du théâtre[44] (Florence’s Play)
66. La Coiffeuse à miroir[45]
67. Pollux et le sirop[46]
68. Pollux infirmier[47] (The Hole in Dylan’s Trousers)
69. L'exposition de Pollux[48]
70. Le nœud papillon de Pollux[49] (Butterfly Bowtie)
71. Pollux guide[50]
72. Le rocking-chair de Pollux[51] (Rocking Chair)
73. Pollux, champion de saut[52] (Long Jump Competition)
74. Titre français inconnu (Dylan the Sleepwalker)[note 1]
75. Titre français inconnu
76. Titre français inconnu
77. Titre français inconnu
78. Titre français inconnu
79. Titre français inconnu
80. Titre français inconnu
81. Titre français inconnu
82. Titre français inconnu
83. Titre français inconnu
84. Titre français inconnu
85. Titre français inconnu
86. Titre français inconnu
87. Titre français inconnu
88. Titre français inconnu
89. Titre français inconnu
90. Titre français inconnu
91. Titre français inconnu
92. Titre français inconnu
93. Titre français inconnu
94. Titre français inconnu
95. Titre français inconnu
96. Titre français inconnu
97. Titre français inconnu
98. Titre français inconnu
99. Titre français inconnu
100. Titre français inconnu
101. Titre français inconnu
102. Titre français inconnu
103. Titre français inconnu
104. Titre français inconnu
105. Titre français inconnu
106. Titre français inconnu
107. Titre français inconnu
108. Titre français inconnu
109. Titre français inconnu
110. Titre français inconnu
111. Titre français inconnu
112. Titre français inconnu
113. Titre français inconnu
114. Titre français inconnu
115. Titre français inconnu
116. Titre français inconnu
117. Titre français inconnu
118. Titre français inconnu
119. Titre français inconnu
120. Titre français inconnu
121. Titre français inconnu
122. Titre français inconnu
123. Titre français inconnu
124. Titre français inconnu
125. Titre français inconnu
126. Titre français inconnu
127. Titre français inconnu
128. Titre français inconnu
129. Titre français inconnu
130. Titre français inconnu
131. Titre français inconnu
132. Titre français inconnu
133. Titre français inconnu
134. Titre français inconnu
135. Titre français inconnu
136. Titre français inconnu
137. Titre français inconnu
138. Titre français inconnu
139. Titre français inconnu
140. Titre français inconnu
141. Titre français inconnu
142. Titre français inconnu
143. Titre français inconnu
144. Titre français inconnu
145. Titre français inconnu
146. Titre français inconnu
147. Titre français inconnu
148. Titre français inconnu
149. Titre français inconnu
150. Titre français inconnu
151. Titre français inconnu
152. Titre français inconnu
153. Titre français inconnu
154. Titre français inconnu
155. Titre français inconnu
156. Titre français inconnu
157. Titre français inconnu
158. Titre français inconnu
159. Titre français inconnu
160. Titre français inconnu
161. Titre français inconnu
162. Titre français inconnu
163. Titre français inconnu
164. Titre français inconnu
165. Titre français inconnu
166. Titre français inconnu
167. Titre français inconnu
168. Titre français inconnu
169. Titre français inconnu
170. Titre français inconnu
171. Titre français inconnu
172. Titre français inconnu
173. Titre français inconnu
174. Titre français inconnu
175. Titre français inconnu
176. Titre français inconnu
177. Titre français inconnu
178. Titre français inconnu
179. Titre français inconnu
180. Titre français inconnu
181. Titre français inconnu
182. Titre français inconnu
183. Titre français inconnu
184. Titre français inconnu
185. Titre français inconnu
186. Titre français inconnu
187. Titre français inconnu
188. Titre français inconnu
189. Titre français inconnu
190. Titre français inconnu
191. Titre français inconnu
192. Titre français inconnu
193. Titre français inconnu
194. Titre français inconnu
195. Titre français inconnu
196. Titre français inconnu
197. Titre français inconnu
198. Titre français inconnu
199. Titre français inconnu
200. Titre français inconnu
201. Titre français inconnu
202. Titre français inconnu
203. Titre français inconnu
204. Titre français inconnu
205. Titre français inconnu
206. Titre français inconnu
207. Titre français inconnu
208. Titre français inconnu
209. Titre français inconnu
210. Titre français inconnu
211. Titre français inconnu
212. Titre français inconnu
213. Titre français inconnu
214. Titre français inconnu
215. Titre français inconnu
216. Titre français inconnu
217. Titre français inconnu
218. Titre français inconnu
219. Titre français inconnu
220. Titre français inconnu
221. Titre français inconnu
222. Titre français inconnu
223. Titre français inconnu
224. Titre français inconnu
225. Titre français inconnu
226. Titre français inconnu
227. Titre français inconnu
228. Titre français inconnu
229. Titre français inconnu
230. Titre français inconnu
231. Titre français inconnu
232. Titre français inconnu
233. Titre français inconnu
234. Titre français inconnu
235. Titre français inconnu
236. Titre français inconnu
237. Titre français inconnu
238. Titre français inconnu
239. Titre français inconnu
240. Titre français inconnu
241. Titre français inconnu
242. Titre français inconnu
243. Titre français inconnu
244. Titre français inconnu
245. Titre français inconnu
246. Titre français inconnu
247. Titre français inconnu
248. Titre français inconnu
249. Titre français inconnu
250. Titre français inconnu

#### Deuxième saison (1970-1971)
- Production: Après les 50 premiers épisodes, les arrière-plans et le design de l'ensemble ont été revu pour paraître plus colorés et plus lumineux.
- 1970-1971: Ces épisodes sont d'abord diffusés à télévision britannique, avant la France[53],[54],[note 2].
- 1972: Diffusion française (ORTF2).
- Années 1970: Diffusion québécoise (Bobino, Radio-Canada)
- 1970-1976: musique et chansons d'Alain Legrand, Jacques Charrière, Luc Aulivier et Serge Danot[55] (ORTF, TF1).
- 1989-1990: nouvelles musiques de Gérard Sallesses et épisodes retitrés par AB Productions (TF1, La Cinq). La voix de Margote est réenregistrée par Patricia Danot[56],[note 3].
- 1992-1993: au moins plus de 54 épisodes de cette saison sont réécrits en anglais par Nigel Planer pour être rediffusés (Channel 4, Royaume-Uni).
- Années 2000: troisième doublage anglais britannique pour certains épisodes, racontés par Jimmy Hibbert (Cartoon Network, Royaume-Uni)[note 4]

1. L'escapade de Pollux[57],[58],[59] (listing AB) (Dougal's Adventure)
2. La gavotte d'Azalée[60],[61],[59] (listing AB) (Ermintrude's Dance)
3. Arc-en-ciel (1re partie) (The Rainbow, 1 / Freak Weather)
4. Arc-en-ciel (2e partie) (The Rainbow, 2 / Over the Rainbow)
5. Arc-en-ciel (3e partie) (The Rainbow, 3 / Strange Weather)
6. Corrida et flamenco (Flamenco)[note 5]
7. La fleur noire[62] (Black Flower)
8. La balle perdue (Lost Ball)
9. Les voix d'Ambroise[63],[59] (listing AB) (Brian's Voice)
10. Au pays des ballons (Balloon)
11. Le rêve de Flappy (Dylan's Dream)
12. L'expérience de Pollux (1) (Dougal's Experiment)
13. Le brûle-parfum (Magic Pot / Magic Tricks)
14. Un champignon bien encombrant (Mushroom / Magic Mushrooms)
15. Les confitures de Pollux (Dougal's Jam)
16. L'orage prisonnier[64],[59] (listing AB) (Captured Storm)
17. Flappy coiffeur[65],[59] (listing AB) (Dylan, Hairdresser)
18. La chanson de Sahara[59] (listing AB) (Zahara’s Song / Madame Dragonfly)
19. Le gâteau merveilleux (The Marvelous Cake / Pastry Chef)
20. Le code de Bois-Joli (Road Signs / Highway Code)[note 6]
21. L'huître (The Oysters / Oversensitive Oyster)
22. Au pays des pierres précieuses (Land of Precious Stones / Crown Jewels)
23. La maison du père Pivoine (1re partie)[59] (listing AB) (Plans for Rusty's House / Bad Post)
24. La maison du père Pivoine (2e partie)[59] (listing AB) (Building Rusty's House / New Home)
25. La maison du père Pivoine (3e partie)[59] (listing AB) (Rusty's House / Mr. Rusty's New House)
26. Les yeux d'Azalée[66],[67],[59] (listing AB)  (Carrot Juice)
27. Les sucettes géantes[59] (listing AB) (Chocolate Soldiers)[note 7],[note 8]
28. Les salades n'ont pas d'odeur (Coloured Lettuce)
29. La pendulette Tic-Tac (Alarm Clock)
30. Un oignon triste (Sad Onion / Cosmic Onion)
31. La panne de courant (Glow Worms)
32. Cours de danse (1re partie) (Glasses, 1 / Birdwatching)
33. Cours de danse (2e partie) (Glasses, 2 / Dancing Glasses)
34. La boîte à musique (Musical Box)
35. La course d'Ambroise (Brian and the Train Race)
36. Pollux ramoneur (Chimney Sweep / Cleaning Machine)
37. Pollux est un héros (Dylan Plays the Bagpipes / Highland Games)
38. Pollux star de cinéma[59] (listing AB) (Dougal's Glasses / Dougal the Novelist)
39. La partie de cache-cache (Hide and Seek)
40. Le choix d'une speakerine (Television Announcer)[note 9]
41. Le complexe d'Azalée (Cow Railway / Daisy Chain)[note 10],[note 11]
42. Le concert de Flappy[68],[59] (listing AB) (Dylan Theatre / Entertainment)[note 12]
43. Le mot de Zébulon (Lost Boing / Zebedee's Day Off)
44. Margote et l'épouvantail (The Scarecrow)
45. Margote aux quatre vents (Winds / Windy)
46. Le concours de saut[69],[59] (listing AB) (Jumping Competition / Sports Day)
47. Au pays des plumes (Land of Feathers / Dougal's Hay Fever)
48. La fleur du soleil (Flower in the Sun / Dougal the Astronaut)
49. Le gala de Margote[70],[59] (listing AB) (Florence's Party / Florence's Birthday)
50. Pénélope est paresseuse (Penelope is Lazy / Chivalry)
51. Titre français inconnu (Dylan and the Guitar)
52. La galette des rois[71],[59] (listing AB) (Baking a Pie / Florence's Cake)
53. Le jeu du chat perché (Let’s Play at Cats / Facts of Life)
54. Le merle a disparu[72],[59] (listing AB) (Watch the Birdie)[note 13]
55. Le Schnouff sous le chapeau (Oil Wells / Dougal the Oil Tycoon)
56. La peau de banane[73],[74],[59] (listing AB) (Banana Skin / Fruit Party)
57. Spaghetti partie[75] ou Spaghetti party[76],[59] (listing AB) (Spaghetti Party)
58. Piano panier[77],[78],[59] (listing AB) (Piano Moving / The Piano Carrier)[note 14]
59. S.V.P. ne pas déranger[79],[59] (listing AB) (Dylan, Sculptor)
60. La tombola[80],[81],[59] (listing AB) (Tombola)
61. Le voyage imaginaire[82] ou Le voyage extraordinaire[59] (listing AB)[note 15]
62. La guerre des valses[83],[59] (listing AB)[note 15]
63. Les cartes à jouer[84],[59] (listing AB) (Pack of Cards)
64. Les vocations d'Azalée (Ermintrude's Vocation / Ermintrude's Self Pity)
65. Il y a... (Once Upon a Time / Calling Ermintrude Names)
66. La course de relais[85],[59] (listing AB) (Relay Race / Team Spirit)
67. La soucoupe à semaille[86] ou La soucoupe en semaille[59] (listing AB) (Flying Saucer / UFO)[note 16]
68. La sixième couche (Painting the Roundabout)
69. Le chapeau d'Azalée (1re partie) (Ermintrude's Hat, 1 / Ermuntrude's New Hat)
70. Le chapeau d'Azalée (2e partie) (Ermintrude's Hat, 2)[note 14]
71. Le Voyage d'affaires[87],[88],[59] (listing AB) (Business Trip / Holidays / Brian Leaves)
72. Bonne fête Flappy[89],[90],[59] (listing AB) (Happy Birthday, Dylan)
73. Le jour de lessive (Washday)
74. Les Crêpes façon Bois-Joli[91],[59] (listing AB) (Pancakes)
75. La prémolaire d'Azalée (Ermintrude's Toothache)
76. Le pique-nique (Picnic)
77. Le crépuscule d'Ambroise (Brian’s Twilight / Dreams)
78. La nuit étoilée (Starry Night / Dougal's Insomnia)
79. L'école des oiseaux (School for Birds / The Birds’ Song / Strange Bird Songs)
80. Le convoi exceptionnel[92],[93],[59] (listing AB) (Special Convoy)
81. Au rayon des portes (At the Door Department / Summer Sale)
82. Le pétrole des fleurs[94],[95],[59] (listing AB) (The Lamp)[note 17]
83. L'exposition[96],[59],[97] (listing AB) (The Exhibition)
84. Un mystérieux mille-pattes (The Mysterious Beast)
85. Le torticolis des héliotropes[98] (Stiff-Necked Heliotropes)
86. L'âme d'un violon[99],[100],[59] (listing AB) (Soul of the Violin)
87. Golf et omelette[101],[59] (listing AB) (Golf and Omelette / Dougal's Golf Club)
88. Le cerf volant d'Azalée[102],[103],[59] (listing AB) ou Pollux et le cerf-volant[38] (Ermintrude's Folly)
89. Le concerto morose (The Moody Concerto / Bad Music)
90. Au pays des clefs (The Key / Lost Key)[note 18]
91. La lettre à la reine[104] (Letter to the Queen)
92. Symphonie en ut (The Orchestra / Eurovision Song Contest)[note 19]
93. Les vendanges (Wine Making)[note 20],[note 21]
94. Pour un peu de miel[105],[59] (listing AB) (Taste of Honey)
95. Le pont de la rivière caramel[106] (Toffee River)
96. Les bulles (Bubbles)
97. Connaissez-vous le bilboquet ?[59] (Can You Play Cup and Ball?)[note 22]
98. Les interdictions[107],[108],[59] (listing AB) (Road Signs: No Entry)
99. La pluie[109],[59] (listing AB) (The Rain)[note 21]
100. Pollux et les crayons[110],[111],[59] (listing AB) (Dougal and the Pencils)
101. L'écharpe du bonhomme de neige[112] ou L'écharpe du bonhomme des neiges[113],[59] (listing AB) (Snowman’s Scarf)

#### Troisième saison (1973-1976)116 épisodes
- Production: L'animation s'est améliorée, étant plus énergique, et les personnages plus expressifs. La saison se concentre davantage sur cinq personnages : Pollux, Margote, Zébulon, Ambroise et Azalée. Quant à Flappy, Père Pivione, Bonhomme Jouvence et le Train (les seconds rôles) ils n'interviennent que lorsque l'intrigue le nécessite. Les amis de Margote (Pio, Coralie et Basile) n'apparaissent plus dans les épisodes, mais uniquement dans les génériques.
- 1974-1977: La plupart de ces épisodes sont publiés dans "Le Journal de Pollux" (magazine bimestriel de bande dessinée).
- 1974: musiques d'Alain Legrand pour la diffusion initiale (ORTF1).
- Années 1970: Diffusion québécoise (Bobino, Radio-Canada)
- Années 1980: Un doublage en anglais américain est réalisé pour certains épisodes (Nickelodeon, États-Unis)[note 23],[note 24].
- 1982: nouvelles musiques de Carlos Leresche des 116 épisodes[114],[115],[116],[117]; et nouveau générique "C'est moi Pollux", paroles de Luc Aulivier[118] (FR3).
- 1990: nouvelles musiques et générique de Gérard Sallesses et épisodes retitrés par AB Productions (TF1, La Cinq).
- Années 2000: troisième doublage anglais britannique pour certains épisodes, racontés par Jimmy Hibbert (Cartoon Network, Royaume-Uni)[note 4].

1. Un peu de publicité[119],[120] ou Pollux soigne sa publicité[38] ou Pub[59] (listing AB) (Dougal Stands for Parliament / Vote for Dougal)
2. La cuisine italienne[121] ou Cuisine à l'italienne[122],[120] (listing FR3) ou La pizza de Margotte[123] ou La Pizza[124], ou Cuisine italienne[59] (listing AB) (Dougal Cooks His Specialty)
3. La plantation de Pollux[38] ou Le sucre de canne[125],[59] (listing AB) (Sugar Covered Walking Sticks)
4. Pollux et la circulation[38] ou Ah ! La circulation[120] (listing FR3) ou Quel trafic ![126],[127],[59] (listing AB) (Traffic Block and Road Race)
5. L'échantillon de Pollux[38] ou Azalée express[128],[59] (listing AB) (Spare Part)
6. Le film[129] ou Pollux tourne un film[38] ou Pollux metteur en scène[130],[59] (listing AB) (Dougal Makes a Film / Dougal, Film Director)
7. La niche de campagne de Pollux[38] ou La caravane de Pollux[131],[59] (listing AB) (Dougal's Caravan)
8. Le Safari-photo[132],[124] ou La photo du lion[133],[59] (listing AB) (Caméras)
9. L'expérience de Pollux (2)[134],[135],[59],[120] (listing AB) ou L'élixir de Pollux[38] (Dougal's Experiment / The Experiment)
10. Le tapis volant de Pollux[38] ou Drôle de tapis[136],[137],[59] (listing AB) (Flying Carpet)
11. Parking payant[138] ou Pollux et le parking payant[38] ou Le stationnement[139],[59] (listing AB) (Parking Meters)
12. Un petit bruit[140] ou Pollux a l'oreille fine[38] ou Le bruit inquiétant[141],[59] (listing AB) (Dougal's Gold Mine / Gold)
13. Bout de ficelle[142] ou Pollux et le bout de ficelle[38] ou Les deux bouts[143],[59] (listing AB) (A Piece of String)
14. Pollux construit une autoroute[38] ou Le détournement[144],[59] (listing AB) (Building a Motorway)
15. L'écran invisible[38] ou Protection invisible[145],[59] (listing AB) (Dougal's Invisible Wall)
16. Le tour du Bois Joli[146] ou Pollux coureur cycliste[38] ou La course cycliste[147] (Bicycle Race)
17. Le vieux canon[148],[149],[150] ou Aux antiquités[151] ou L'antique canon[152],[59] (listing AB) (Antique Shop / The Cannon)
18. L'or noir[38],[153],[154] ou Le puits de pétrole[155] (listing AB) (Dougal Strikes Oil)
19. Pollux et le bandit[38] ou Pour une poignée de sucre[156] ou Pollux sherif[59] (listing AB) (Wild Western / Rustlers)
20. Supermarché[157],[158] ou Le supermarché de Pollux[38] ou Grande surface[159],[59] (listing AB) (Supermarket)
21. Bonne fête Azalée[160],[38] ou Cadeau de fête[161],[59] (listing AB) (Ermintrude's Birthday)[note 25]
22. Le patinage artistique[162] ou La patinoire de Pollux ou Une nouvelle patinoire[163],[59] (listing AB) (Ice Rink)
23. La Pyramide[164] ou La pyramide de Pollux[38] ou L'art égyptien[165],[59] (listing AB) (Pyramid)
24. Les dépanneurs[166] ou Pollux et Ambroise dépanneurs[38] ou Les bricoleurs[167],[59] (listing AB)
25. Le serpent de mer[160],[38] (Fishing)
26. Pollux teinturier[168],[169] ou Nettoyage à sec[170],[59] (listing AB) (Cleaning Machine)
27. La dépanneuse[171] ou La dépanneuse de Pollux[38] ou SOS dépannage[172],[173],[59] (listing AB) (Dodgems)
28. Les pirates[166] ou Pollux joue au pirate[38] ou La chasse au trésor[174],[59] (listing AB) (Dougal's Treasure)
29. L'œuf de Pâques[175],[59] (listing AB) (Giant Egg)
30. Visite au château[176],[177] (Listing FR3) ou Pollux et le château hanté[38], ou Les fantômes[178],[59] (listing AB) (Castle Dougal)
31. Pollux et le raisin[38] ou La grappe de raisin[179],[59] (listing AB) (Bunch of Grapes)
32. Pollux voyage au fond de la mer[38] ou Voyage au fond de la mer[180],[181] (lising FR3) ou Les scaphandriers[182],[59] (listing AB) (Skin Diving)
33. Pollux pêche à la baleine[38] ou Drôle de pêche[183] ou La pêche extraordinaire[184],[59] (listing AB) (Ermintrude and the Iceburg)
34. Pollux au magasin d'antiquités[38] ou Pollux échange son canon[151] ou La brocante[185],[59] (listing AB) (Dougal Sells the Old Cannon)
35. Voyage au fond de la Lune[186] ou Dans la Lune[156] ou Les rêveurs de la lune[187],[59] (listing AB) (Going to the Moon)
36. Pollux pompier[38] ou L'exercice d'incendie[188],[59] (listing AB) (Fire Service)
37. La bulle[189] ou Pollux et la bulle de savon[38] ou Le Nouveau Savon[190] (lising FR3) ou Le shampooing magique[191],[59] (listing AB) (Soap Makes You Lovelier)
38. Pollux dans le sucre[192],[193] ou Vive le sucre[194],[59] (listing AB)[note 26] (Dougal Gets Sick of Sugar)
39. La lettre au Père Noël[195] ou Chanson pour le Père Noël[59] (listing AB) (Letter to Father Christmas[note 27])[note 28],[note 29]
40. Pollux et le vase de Soissons[38] ou Qui a cassé le vase ?[196],[59] (listing AB) (The Giant Broken Teapot)
41. Les boules de neige[197],[59] (listing AB) (Snow)
42. Le cauchemar[198] ou Le rêve de Pollux[38] ou Le cauchemar de Pollux[199],[59] (listing AB) (Chasing the Truck)
43. Pollux et le voleur de sucre[38] ou Les sucres de Pollux disparaissent[200] (lising FR3) ou Qui prend mes sucres ?[201],[59] (listing AB) (Dougal's Mine is Burgled)
44. De l'ordre[124] ou La femme de ménage de Pollux[38] ou La propreté[202],[59] (listing AB) (Dougal Needs a Nurse)
45. La mer de Pollux[38] ou Les pollueurs[203],[59] (listing AB) (Swimming Pool)
46. Le bolide anti-pollux-ion[38] ou Le moteur propre[204],[59] (listing AB) (Dougal's Super Racing Car)
47. C'est pour toi maman[205] (Listing FR3) ou La fête des mères[206],[59] (listing AB) (Television Show)[note 30]
48. L'avion de Pollux[38] ou Pilotage acrobatique[207] (listing FR3) ou Ambroise pilote[123] ou L'avion[156] ou Pollux aiguilleur du ciel[208],[59] (listing AB) (The Aeroplane)
49. Le manège de Pollux[38] ou Le Manège[209] ou La concurrence[210],[59] (listing AB) (Dougal's Roundabout)
50. Au cœur du Bois Joli[38] ou Le nouveau chemin[211] (listing FR3)  ou Le raccourci de Pollux[212],[59] (listing AB) (Climbing[note 31])[note 32]
51. Pollux Don Quichotte[156] ou Les lectures de Pollux[213],[59] (listing AB) (Dougal, Don Quixote)
52. La malle magique de Pollux[38] ou Les trucs[214],[59] (listing AB)
53. Le char à voile de Pollux[38] ou Il faut du vent[215],[59] (listing AB) (Dougal’s Land Yacht)
54. L'aspirateur efficace[216],[217] (lising FR3) ou L'aspirateur de Pollux[38] ou L'avale tout[218],[59] (listing AB) (Dougal's Vacuum Cleaner)
55. La panne de Zébulon[38],[219] ou Vite de l'huile[220],[59] (listing AB) (Backwards)
56. Pollux et la limitation de vitesse[38] ou Vitesse limitée[221],[222] (lising FR3) ou La réglementation[223],[59] (listing AB) (Speed Limit)
57. Le tunnel[224] ou Le tunnel de Pollux[38] ou Pollux et le tunnel sous la manche[123] ou Le tunnel sous la manche[225],[59] (listing AB) (Dougal's Sugar Mine)
58. Pollux a chaud[38] ou Il fait trop chaud[226] (Listing FR3) ou La canicule[120],[227]  (Ermintrude's Song)
59. Les vœux réalisés[228] (listing FR3) ou La machine à souhaits[229],[59] (listing AB) (Zebedee's Wishing Machine)
60. À la Fourrière[230] ou Le parking de Pollux[38] ou Confisqué[231],[59] (listing AB) (Dougal's Parking Sign)
61. Azalée transporteur[232],[233] ou Les marguerites de régime[234],[59] (listing AB) (Bus and Train)
62. L'O. V. N. I.[235] ou Pollux et l'objet volant[38] ou Azalée vole[123] ou Rencontre du quatrième type[236],[59] (listing AB) (Flying Saucers)
63. Pollux cow boy[233],[237] (Listing FR3) ou Pollux western[120],[238],[59] (listing AB) (Sheriff Dougal)
64. Le parfum de Zébulon[38] ou Zébulon magicien[120],[123] ou La fiole de Zébulon[239],[59] (listing AB) (Zebedee's Magic Bottle)
65. Conduite en ville[240] ou Pollux et le permis de conduire[38] ou Le permis d'Azalée[241],[59] (listing AB) (The Motorway)
66. Le départ de Pollux[38] ou La fausse sortie[242],[59] (listing AB) (Dougal Leaves the Garden)
67. Le lac de Pollux[38] ou L'abreuvoir d'Azalée[123],[120],[243] (lising FR3) ou Le bain d'Azalée[244],[59] (listing AB) (Bathttime)
68. La dent d'Ambroise[38] ou Pollux dentiste[123] ou La rage de dent[245],[59] (listing AB) (Toothache)
69. Drôle d'oiseau[246],[59] (listing AB) (Butterfly Hunt)
70. Le Zoo[124],[247] (listing FR3) ou La réserve d'animaux[248],[59] (listing AB) (Dougal's Zoo) [note 33]
71. Pollux prestidigitateur[38] ou La prestidigitation[249],[59] (listing AB) (Magician Dougal)
72. Les bonnes actions de Pollux[38] ou Pollux rend service[250] (listing AB) (Boy Scout)
73. La Machine à maigrir[151] ou Comment maigrir? (listing FR3) ou Azalée va maigrir[251],[59] (listing AB) (Dougal's Massage Machine)
74. La boussole de Pollux[38] ou Vers le Sud[252] (listing AB) (Brian and Ermintrude's Adventure)
75. Les lunettes magiques[253] ou Double vue[254],[59] (listing AB) (Dougal Sees Double)
76. Sonnez SVP[255],[59] (listing AB) (Front Door Bell)
77. Pollux dans les étoiles[38] ou Les stars[256],[59] (listing AB) (Dougal Stargazes)
78. Le Régime[151] ou Le bon régime[257],[59] (listing AB) (Ermintrude's Slimming Campaign)
79. Pollux et le silence[38] ou Pas de bruit[258],[59] (listing AB) (Noisy Day)
80. Pollux et le monstre[38] ou Le diplodocus[259],[59] (listing AB) (Sinister Holes)
81. Que de sucre[260] ou L'indigestion de Pollux[38] ou Tout en sucre[261],[59] (listing AB) (Ice Age)
82. Le sphinx[262],[263] (lising FR3)  ou Souvenir égyptien[264],[59] (listing AB) (Florence's Birthday)
83. Le Totem[209] ou Cache-cache[265],[59] (listing AB) (Totem Pole)
84. La pénurie[266] ou Pollux manque de sucre[38] ou Pas un seul sucre[267],[59] (listing AB) (Sugar Shortage)
85. Le chauffage[268] ou Chauffage économique[269],[59] (listing AB) (Dougal Digs for Heat)
86. Le tir à la corde[270] ou Epreuve de force[271],[59] (listing AB) (Tug of War)
87. L'onde magique[272] ou Les colis[273],[59] (listing AB) (Parcels)
88. Pollux vendeur d'avions[38],[274] ou Le super jet[120],[275] ,[59] (listing AB) (Ermintrude Flies)
89. La mite railleuse[276],[123],[120] ou Le foulard du club[277],[59] (listing AB) (Moth Balls)
90. La vigne[278],[120] ou Pour faire du vin[279],[59] (listing AB) (Grape Harvest)[note 34]
91. La serviette éponge[280],[281] ou La serviette d'Azalée[282] ou Un cadeau pour Azalée[283],[59] (listing AB) (Ermintrude's Blanket)
92. La tarte[284] ou La tarte aux abricots[282] ou La pâtisserie[285],[59] (listing AB) (Dougal’s Cake)
93. Pollux sorcier[286] ou La baguette de Pollux[287],[59] (listing AB) (Water Diviner)
94. La nouvelle locomotive[288],[281] ou Le salon du train[289],[59] (listing AB) (Ermintrude's Transport)
95. Titre français inconnu (Sugar Shortage, même titre anglais, épisode différent)
96. La machine à laver[290],[291] (lising FR3) ou Lessive à la machine[59] (listing AB) (Washing Machine)
97. Halte au tabac[292],[59] (listing AB) (The Train)
98. L'affiche[293],[120] ou Le poseur d'affiches[294],[59] (listing AB) (Posters)
99. L'invité[295] ou Le visiteur[296],[59] (listing AB) (The Visitors)
100. Titre français inconnu (The Burglar Alarm)
101. Le hoquet[297] ou Pollux a le hoquet [298] (listing FR3) ou Faites-lui peur[299],[59] (listing AB) (Hiccups)
102. Le fakir[300] ou Le pouvoir d'Azalée[301] ou Azalée voyante[302],[59] (listing AB) (Clairvoyant)
103. La fumée[303] ou La pipe de Pollux[281]
104. La souris[304] ou Pollux joue et gagne[38]
105. La cuisine chinoise[305],[124] ou Pollux et la cuisine chinoise[281] ou Chinoiseries[306],[59] (listing AB)
106. La Bougeotte[307] ou La panique d'Azalée[308],[59] (listing AB)
107. La nouvelle maison[309] ou Le gros piano[310],[59] (listing AB)
108. La vedette[311] ou Le pianiste[312],[59] (listing AB)
109. Jeu sans frontière[313] ou Inter manège[314],[59] (listing AB)
110. Du calme Azalée[315],[59] (listing AB)
111. Pollux reçoit un sucre[316],[59] (listing AB)
112. Les problèmes ménagers[317]
113. Le cauchemar de Pollux[38] ou Mauvais rêve[318],[59] (listing AB)
114. Le chien de garde[124],[319] (listing FR3) ou Le gardien[320] (listing AB)
115. Les Voyages d'Azalée[321] (listing FR3)
116. Les rêves de Pollux[322],[323] (lising FR3)
117. Le magnétoscope[324],[325] (Listing FR3)

### Série 2 (Danot productions/AB Productions)

#### Quatrième saison (1989-1990)
- Sur les 350 épisodes de la série 2, les épisodes de 1989-1990 sont en fait les 216 épisodes couleur issus des saisons 2 et 3 (1970-1976) vendus à AB Productions en 1989 et retitrés (TF1, La Cinq).
- Certaines voix ont été la plupart du temps réenregistrées. La musique initiale et le générique sont remplacés par des compositions de Gérard Salesses.
- Certains nouveaux épisodes ont été créés, combinant en fait deux épisodes de la deuxième saison pour former une seule histoire.

1. On joue ![note 35]
2. Difficile de manger[note 36]
3. Azalée gâche tout[note 37]
4. Ah ! Ces oiseaux[note 38]
5. Azalée et ses problèmes[note 39]
6. C'est la panne[note 40]
7. La clef des champs[note 41]
8. Histoire de légumes[note 42]
9. L'invitation de Flappy[note 43]
10. Pour les œuvres[note 44]
11. Une envie de danser[note 45]

#### Cinquième saison (1992-1995)
- Cette partie présente uniquement les épisodes inédits, coproduits par AB productions et Danot production de 1992 à 1995[326],[327]. Leur réalisation est confiée à Raoff Sanoussi[328].

1. Pollux drôle d'oiseau
2. Le cousin d'Angleterre
3. Un petit remontant
4. Drôle de temps
5. Pollux en beauté
6. La fleur du bonheur
7. La grève du train
8. Mine de rien
9. Le récital
10. Panique dans le ciel
11. Flappy chanteur
12. Pollux présentateur
13. La tête en glaise
14. Qui dansera ?
15. Spectacles en cascade
16. La tarte aux fruits[59] (listing AB)
17. Symphonie inachevée
18. Le potage louche
19. Le 14 juillet[note 46]
20. L'ambassadeur
21. Tournage impossible[59] (listing AB)
22. Le spleen d'Azalée
23. Les raisins de la passion
24. Plaisir du week-end
25. Record de vitesse
26. La grève de la vaisselle
27. Opération propreté
28. Les baladeurs (Walkmans)
29. Les grands travaux de peintures
30. La machine à prédire (Astrology Machine)
31. La symphonie aquatique
32. Le détective Pollux
33. Radio Bois-Joli
34. Flappy est tailleur
35. Bienvenue sur les lignes de la P.A.T.
36. Concours d'exposition
37. Les rails ont disparu
38. Jeux en cascade
39. On hisse le drapeau
40. La panne de victoire
41. Pollux magichien[59] (listing AB) (The Great Dougini)
42. Une toile vivante (Dylan the Artist)
43. Le père Pivoine a disparu (Colds)
44. Une cueillette hallucinante
45. Ça coule de source
46. Le puits de sirop
47. Un petit nuage (Baby Cloud)
48. Un vrai temps de chien
49. Les fouilles archéologiques
50. Géométrie variable (Geometry Lesson)
51. Les joies du camping (Dougal’s Tent)
52. La cave secrète
53. Pollux est au parfum
54. Défense d'entrer
55. Le vieux chêne
56. Une histoire empreinte de mystère
57. Pollux passe à l'acte
58. Cinq colonnes à la une
59. Où est passé l'orgue de Barbarie ?
60. La pizzeria[59] (The Pizzeria)
61. Un maître de poids
62. Ambroise paré pour le congrès
63. Le secrétariat de Pollux
64. La grande transversale
65. La vache et le pigeonnier
66. Azalée... étoile du nord
67. Le petit wagon malin
68. Une séance musclée
69. Une bouteille à la mer
70. La fontaine de Flappy
71. Le petit saule pleureur
72. Les bonhommes de neige
73. Le train fantôme
74. Le plan d'occupation des sentiers
75. Le grand saladier
76. Le hoquet de trop[59] (listing AB)
77. L'administration
78. Pollux navigue en solitaire
79. Le curieux rêve d'Ambroise
80. La note du père Pivoine
81. Le satellite de Flappy
82. Le petit soldat
83. La pêche miraculeuse
84. La princesse délivrée
85. Le tunnel de la gourmandise
86. Le nid d'Azalée
87. L'anniversaire de Flappy
88. Le rocher magique
89. Les pinceaux fous
90. Les boules de coton
91. La forteresse de Pollux
92. Le side-car de Pollux
93. L'île mystérieuse
94. La tarte aux fleurs
95. Le chapeau magique
96. L'aspirateur renifleur
97. La carotte géante
98. Lait fraise
99. Ambroise ne répond plus
100. La divine diva
101. Pollux académicien
102. L'observatoire de Flappy
103. La vache en béton
104. Le train de la gaieté
105. Images surprises
106. L'amnésie
107. Drôle d'œuf
108. Le carnaval
109. La botte de Flappy
110. Une pluie de cloches
111. La pomme de discorde
112. L'aimant d'Azalée[59] (listing AB)
113. L'hypnose
114. L'éclipse
115. La fugue
116. L'époustouflant soufflé
117. Le mirage
118. Les savonnettes
119. Le coucou d'Azalée
120. Azalée voyante[59] (listing AB)
121. La valise d'Azalée
122. Le jardin tropical
123. L'arbre à boule
124. La pâte infernale
125. L'étrange caverne
126. La barbe à papa
127. Le fer à vapeur
128. Les boutons danseurs
129. La valise qui va mal
130. Les châteaux de sucre

### Série 3 (Action Synthèse)

#### Première saison (2006)
1. Ca ne sent pas la rose (Dougal's Bad Smell Day)
2. Une journée très mystérieuse (Look Back in Gaga)
3. La vie en rose (Dougal Goes to the Moon)
4. Cours toujours (The Race)
5. La fête des lapins (Dylan's Wake-Up Call)
6. Une enquête peu ordinaire (Dogtective)
7. Recherche Bidule désespérément (The Thingy)
8. Le colis farceur (Parcel Farce)
9. Remue ménage au village (Litterbugs)
10. Pris à son propre piège (A Very Dodgy Exercise)
11. Sauvons les vaches ! (Can't Sing, Won't Sing)
12. Le chapeau fait la vache (The Cow in the Hat)
13. En piste ! (The Greatest Show on Earth)
14. Le cerf-volant (Let's Go Fly a Kite)
15. Azalée, une nounou d'enfer (Nanny Ermintrude)
16. Le journal du manège enchanté (Read All About It!)
17. Le cousin d'Australie (Digger)
18. La grande parade des trains (The Grand Train Parade)
19. L'école du manège enchanté (School's In, Out, and Roundabout)
20. Les fées du village (Magic Fairy Ring)
21. Le monstre cornu supersonique à petit pois (The Supersonic Spotted Stagbeast)
22. Piano voyageur (Follow That Piano)
23. Pauvre père Pivoine (Poor Mr. Rusty)
24. À vos souhaits ! (The Wishing Tree)
25. Reste cool, Ambroise (Chilled Out Brian)
26. Pollux est amoureux (Dougal's Darling)
27. L'appel de la forêt (The Call of the Wild)
28. Comme un ouragan (Interior Des-Aster)
29. Quel trésor ! (Treasure Beyond Measure)
30. Balansou Patatou (Higgledy Piggledy)
31. Sans rancune (Kiss and Make Up)
32. La révolte des légumes (The Vegetable is Revolting)
33. Sacré Flappy ! (Egghead Dylan)
34. Une armée de bric et de broc ! (Barmy Army)
35. Pollux est sur la piste (Tracker Dougal)
36. À la recherche des carottes disparues (The Case of the Missing Carrots)
37. Où est donc Azalée ? (Invisible Ermintrude)
38. L'apprenti sorcier (The Sorcerer's Mate)
39. Nonosse de dinosaure (Bones are for Eating)
40. L'envahisseur (It Came from Outer Space)
41. Votez pour moi (Vote for Me)
42. Tic Tac Stop (Clocks Away)
43. Pas de panique (Emergency Measures)
44. Le docteur grat' grat' (The Itch Doctor)
45. Une belle journée (A Nice Day Out)
46. Le génie (The Genius)
47. C'est la fête ! (The Party)
48. Le tapis volant (The Flying Carpet)
49. Monsieur Frimousse (Mr. Rusty's Luck)
50. Café Pollux (Café Dougal)
51. Livraison spéciale (Special Delivery)
52. Flappy, rock star (Rock Star Dylan)

#### Deuxième saison (2010)
1. Doux souvenirs (Sweet Memories)
2. Un escargot en cache un autre ! (Snails Alive)
3. La lampe magique (The Magic Lamp)
4. Le voleur de chevaux (The Phantom Horse Thief)
5. Les vacances de Monsieur Jouvence (Mr. Grimsdale's Holiday)
6. La frayeur d'Azalée (Ermintrude Gets a Fright)
7. Le trésor du pirate (Pirate Treasure)
8. L'aigle-escargot (Snail Hawk)
9. Les perles d'Azalée (We'll Bead Again)
10. Frères Siamois (Let's Stick Together)
11. Une précieuse gamelle (It's a Ming Thing)
12. Pollux, "chien utile" (Dougal the Helpful Helper)
13. Le roi Ambroise (King Brian)
14. Service d'intervention ! (Emergency!)
15. Superscargot et Magic-Toutou (Super Snail and the Dog Wonder)
16. Moteur, ça tourne ! (Fly on the Wall)
17. L'armoire enchantée (The Rabbit, the Dog, and the Wardrobe)
18. Du bruit au Bois Joli (Florence's Squeaky Toys)
19. La leçon de politesse (Growing Pains)
20. La grande aventure (A Life on the Open Road)
21. Les goûts et les couleurs (The Enchanted Garden's Make-Over)
22. Un gâteau très bavard (The Magic Pie)
23. Chasse aux crêpes (The Pancake Party)
24. Le "Magie-chien" (The Great Dougalini)
25. En avant la musique ! (Dylan's Big Gig)
26. La balle au bond (Dougal's Ball)
27. Qui a volé la lune ? (Who's Taken the Moon?)
28. Tante Primrose (Auntie Primrose)
29. Les petits papiers (Paperchase Mystery)
30. Une coquille en Or (The Snail with the Golden Shell)
31. La chorale du Bois Joli (The Magic Roundabout Choir)
32. Miroir Miroir (Mirror, Mirror)
33. Un pingouin au Bois Joli (Arthur)
34. Flappy la chance (Dylan's Lucky Day)
35. Jolies bulles (Pretty Bubbles in the Air)
36. Grigri et Oubli (Forget It)
37. Jouvence express (Are You There, Mr. Grimsdale?)
38. Le défi de la carotte d'or (The Carrot Patch Challenge)
39. Radio bois joli (Radio Roundabout)
40. L'accord m'amuse (Windbag)
41. Où est passé le train ? (Train Gets Lost)
42. L'exposition d'Ambroise (Brian's Big Exhibition)
43. Un cadeau pour Azalée (Ermintrude's Present)
44. Docteur Pollux (Doctor Dougal)
45. Un vélo enchanté (Rabbit Rodeo)
46. Gâteau surprise (Dougal Bakes a Cake)
47. Un cadeau pour Pollux (Brian's Gift to Dougal)
48. Madame je sais tout (Gloria)
49. Panique au jardin (Auntie Primrose Strikes Again)
50. Une balançoire magique (Dougal's See-Saw Ride)
51. Pollux cambrioleur (The Blue Ermmintrude)
52. Tournicotons Zébulon (No More Magic, Zebedee)

## VHS
1. Le Manège Enchanté Avec Pollux (Citel Vidéo, 1987) (Épisodes : L'expérience de Pollux (2), L’affiche, Pollux western, La mite railleuse, Le super jet, La cuisine italienne, La vigne, L'abreuvoir d’Azalée, Zébulon magicien, Ah! La circulation, La canicule, Un peu de publicité)
2. Pollux et le Chat bleu (Cinetheque, 1991)  (Film 1)
3. Festival de dessins animés, Volume 1 (Cinetheque, 1991) (Épisodes : La tarte aux abricots, La serviette d’Azalée)
4. Le Manège Enchanté, Volume 1 (AB Vidéo/TF1 Vidéo, 1990, réédité en 1994 et 1997) (Épisodes : Le visiteur, Chanson pour le père Noël, Grande surface, La course cycliste, La concurrence, Le cauchemar de Pollux, L'avale tout, Les scaphandriers, Pour faire du vin, Les colis, Le torticolis des Héliotropes, L'escapade de Pollux, L'exposition)
5. Le Manège Enchanté, Volume 2 (AB Vidéo/TF1 Vidéo, 1990, réédité en 1994 et 1997) (Épisodes : La gavotte d’Azalée, Le pétrole des fleurs, La tombola, Spaghetti partie, Connaissez vous le bilboquet ?, Voyage d'affaires, Bonne fête Flappy, La peau de banane, La lettre à la reine, Les interdictions, Pollux et les crayons, L’écharpe du bonhomme de neige, Les yeux d'Azalée)
6. Le Manège Enchanté, Volume 3 (AB Vidéo/TF1 Vidéo, 1994, réédité en 1997) (Épisodes : La fleur noire, Le convoi exceptionnel, Le pont de la rivière caramel, Le cerf volant d'Azalée, Piano panier, Margote aux quatre vents, La balle perdue, Les voix d'Ambroise, Au pays des ballons, Le choix d'une speakerine, Les salades n'ont pas d'odeur, Le rêve de Flappy, Le merle a disparu)
7. Le Manège Enchanté, Volume 4 (AB Vidéo/TF1 Vidéo, 1994, réédité en 1997) (Épisodes : Pour un peu de miel, L'expérience de Pollux (1), Flappy coiffeur, Un mystérieux mille-pattes, Les bulles, Le jour de lessive, Crêpes façon Bois-Joli, La pluie, Le voyage extraordinaire, La panne de courant, La course d'Ambroise, La guerre des valses, Les cartes à jouer)
8. Pollux et le Chat bleu (Polygram Vidéo, 1994)  (Film 1)
9. Pollux, Zébulon, Margote et les autres (Version Originale Noir & Blanc) (Polygram Vidéo, 1994) (Épisodes : Allô ! Margote ! Ici Pollux, Père Pivoine reçoit un colis, Margote au pays du fleurs, La chanson de Zébulon, Monsieur Ambroise l'escargot, Pollux se pique le nez, Pollux et son jumeau imaginaire, Pollux et son five o'clock tea, La télévision, Zébulon le photographe, Le coffre-fort de Pollux, Père Pivoine et Zébulon préparent le manège, Rencontre avec Azalée, La chanson de Pollux, Zébulon a perdu ses moustaches)
10. Le Manège Enchanté, Volume 5 (AB Vidéo/TF1 Vidéo, 1997) (Épisodes : La sixième couche, S.V.P. ne pas déranger, Les sucettes géantes, Pollux ramoneur, L'orage prisonnier, La prémolaire d'Azalée, Le brûle-parfum, La pendulette tic-tac, Au pays des plumes, Un champignon bien encombrant, Le concours de saut, Pollux est un héros, Pollux star de cinéma)
11. Le Manège Enchanté, Volume 6 (AB Vidéo/TF1 Vidéo, 1997) (Épisodes : Margote et l'épouvantail, La partie de cache cache, Un oignon triste, La boîte à musique, Le complexe d'Azalée, Cours de danse 1 à 2, Le code du bois joli, Le mot de Zébulon, La maison du Père Pivoine 1 à 3, Les confitures de Pollux)
12. Le Manège Enchanté, Volume 7 (AB Vidéo/TF1 Vidéo, 1997) (Épisodes : Pénéloppe est paresseuse, Le concert de Flappy, Le gala de Margotte, La chanson de Sahara, L'huître, Au pays des pierres précieuses, Le gâteau merveilleux, Le concerto morose, Au rayon des portes, Le pique-nique, Arc en ciel 1 à 3)
13. Le Manège Enchanté, Volume 8 (AB Vidéo/TF1 Vidéo, 1997) (Épisodes : Le crépuscule d'Ambroise, La nuit étoilée, Symphonie en ut, La soucoupe à semailles, La course de relais, Les vendanges, Au pays des clefs, Corrida et flamenco, La galette des rois, Les vocations d'Azalée, L'école des oiseaux, Golf et omelette, Le jeu du chat perché)
14. Le Manège Enchanté, Volume 1 (AB Vidéo/Une Vidéo, 1998) (Épisodes : La concurrence, Le cauchemar de Pollux, L'avale tout, Le visiteur, Les colis, Le torticolis des Héliotropes, L'escapade de Pollux, L'exposition)
15. Le Manège Enchanté, Volume 2 (AB Vidéo/Une Vidéo, 1998) (Épisodes : L'âme d'un violon, La gavotte d’Azalée, Le pétrole des fleurs, La tombola, Spaghetti partie, Connaissez vous le bilboquet ?, Voyage d'affaires, Bonne fête Flappy)
16. Le Manège Enchanté, Volume 3 (AB Vidéo/Une Vidéo, 1998) (Épisodes : La peau de banane, La lettre à la reine, Les interdictions, Pollux et les crayons, L’écharpe du bonhomme de neige, Les yeux d'Azalée, La fleur noire, Le convoi exceptionnel)
17. Le Manège Enchanté, Volume 4 (AB Vidéo/Une Vidéo, 1998) (Épisodes : Le pont de la rivière caramel, Le cerf volant d'Azalée, Piano panier, Margote aux quatre vents, La balle perdue, Les voix d'Ambroise, Au pays des ballons, Le choix d'une speakerine)
18. Le Manège Enchanté, Volume 5 (AB Vidéo/Une Vidéo, 1998) (Épisodes : Les salades n'ont pas d'odeur, Le rêve de Flappy, Le merle a disparu, Pour un peu de miel, L'expérience de Pollux (1), Flappy coiffeur, Un mystérieux mille-pattes, Les bulles)
19. No 01: Rires au Bois-Joli ! (AB Vidéo/TF1 Vidéo, 1998) (Épisodes : L'époustouflant soufflé, Les savonnettes, Le jardin tropical, L'étrange caverne, La barbe à papa, La valise qui va mal, L'aimant d'Azalée, La pâte infernale)
20. No 02: Tournicoti, Tournicoton ! (AB Vidéo/TF1 Vidéo, 1999)  (Épisodes : L'éclipse, Les pinceaux fous, Le tunnel de la gourmandise, Le coucou d'Azalée, L'aspirateur renifleur, L'ile mystérieuse, Lait fraise, La pêche miraculeuse)
21. No 03: Reine de la Fête ! (AB Vidéo/TF1 Vidéo, 1999)  (Épisodes : Le carnaval, Le side-car de Pollux, La princesse délivrée, Les boules de coton, Le nid d'Azalée, Ambroise ne répond plus, La vache en béton, La botte de Flappy)